# ジャック・カトリノー

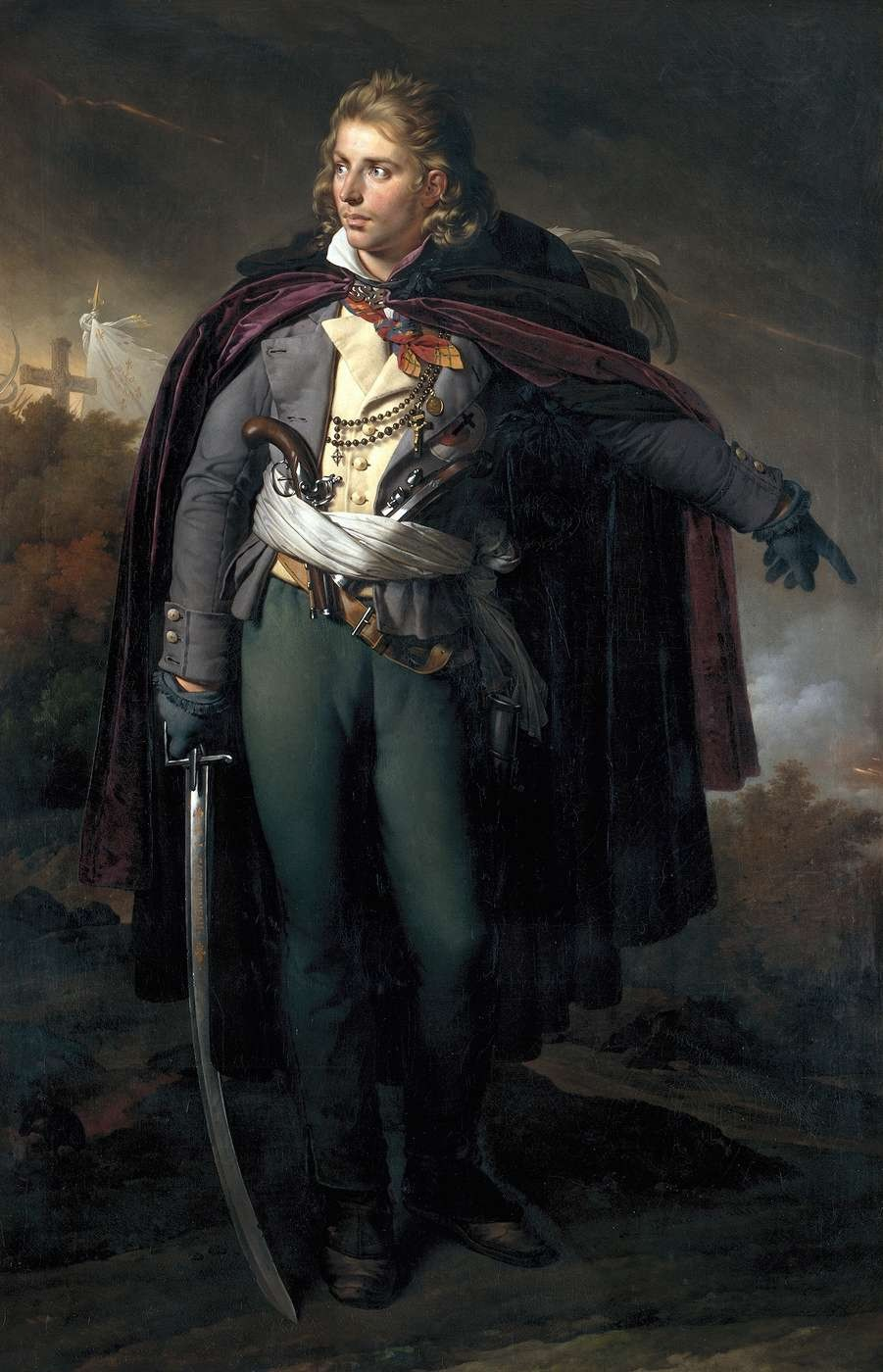
ジャック・カトリノー

ジャック・カトリノー（Jacques Cathelineau　1759年1月5日 - 1793年7月14日）は、フランス革命期に発生したヴァンデの反乱の指導者。非常に敬虔なカトリック教徒で、『アンジューの聖人』（le Saint d'Anjou）と呼ばれた。
1759年生まれ。元々はただの行商人であったが、1793年にフランス西部・ヴァンデ地方に反乱が起こると、農民から要請を受けこれに加担。彼自身には全く軍隊経験は無かったが、その雄弁と生まれつきの指導力で人心を掌握。無学で無軌道に走りがちな農民たちを上手く統率して敬愛され、尊敬を一身に集めるようになった。王党派十字軍の結成を呼びかけ、農民を組織すると共和国軍の哨所を次々に襲撃して血祭りに上げた。不正規戦で度々、敵を破り、村々から農民を勧誘して勢力を拡大。1793年5月、カトリック王党軍の編成に際しては農民からの支持を期待して他の貴族の指導者から総司令官に担ぎ出された。しかし6月29日、ナント攻略戦を指揮中に銃弾を受けて落馬。二週間後に戦傷死した。以降、反乱軍の士気は低下し破滅に向かった。

## 余談
ナポレオン失脚後のフランス復古王政期に、彼の息子のジャック＝ジョゼフ・ド・カトリノー（Jacques-Joseph de Cathelineau）は貴族に叙された（ド・カトリノー家）。
また、彼の孫であるアンリ・ド・カトリノー（Henri de Cathelineau）はフランス軍将校として普仏戦争に従軍した。

## 関連作品
- 『聖戦ヴァンデ』上　- 角川書店（1997年2月） 藤本ひとみ著